# 사타모토 가즈마

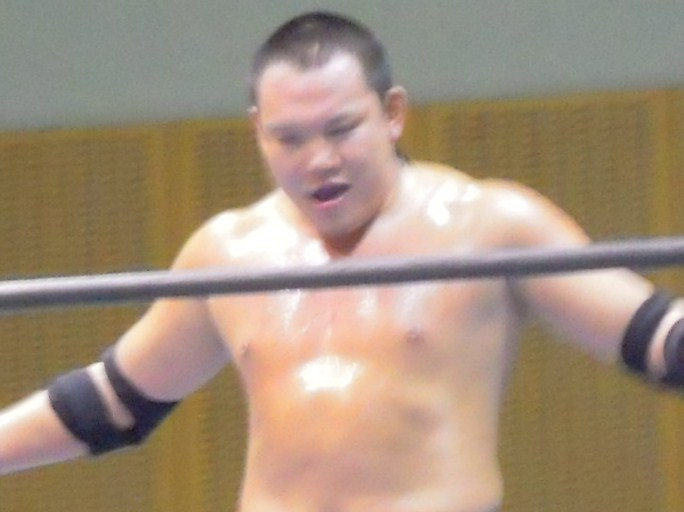
카즈마

사카모토 카즈마(일본어: サカモト・カズマ さかもと かずま[*]/Kazma Sakamoto, 1979년 10월 1일 ~ )는 일본의 프로레슬링선수다. 도쿄도 마치다시 출신으로 현재는 미국의 프로레슬링 단체 WWE 링네임은 사카모토(일본어: サカモト さかもと[*]/Sakamoto)로 활동하고 있다. 2003년 프로레슬링 입문을 했다. 키는 186cm(6 ft 1 in)에다가 몸무게는 110kg(242 lb)이다. 피니쉬는 에프에이티(모디파이드 파워슬램), 카즈맥스(사이드 슬램), 미치노쿠 드라이버 투(싯아웃 바디 슬램 파일드라이버), 라이딘 밤(싯아웃 스파인버스터), 싯아웃 오버 더 숄더 벨리 투 백 파일드라이버로 사용을 한다.

## Professional wrestling highlights
- Finishing moves
  - FAT (Modified powerslam)
  - Kazmax (Side slam)
  - Michinoku Driver II (Sitout body slam piledriver)
  - Rydeen Bomb (Sitout spinebuster)
  - Sitout over the shoulder belly to back piledriver
- Signature moves
  - Axe Bomber (Running lariat)
  - Arm triangle choke
  - Backhand chop
  - Dropkick
  - Kazlock (Crossface chickenwing)
  - Throat thrust

- Wrestlers managed
  - Lord Tensai

## 수상
- 스트롱거스트-케이 챔피언 (1회)
- 스트롱거스트-케이 태그팀웨이트 챔피언 (4회) - 마시모 켄고 (2회), 치쿠젠 료타 (1회), 미야와키 (1회)
- UWA/UWF 월드 인터콘티넨탈 태그팀웨이트 챔피언 (1회) - 마시모 켄고
- 스트롱거스트-케이 태그팀웨이트 토너먼트 - 마시모 켄고 (2005)
- 태그팀 매치 오브 더 이열 (2013) - 마시모 켄고 언드 타카 미치노쿠 온 2013년 11월 10일
- 오픈 더 트라이앵글 게이트 챔피언 (1회) - 요시다 타카시 언드 칸다 야스시
- 오픈 더 트윈 게이트 챔피언 (1회) - 비엑스비 헐크
- 월드 스트롱거스트 갠바아리 태그 토너먼트 (2017) - 오카 겐소
- 글로우벌 태그 리그 (2019) - 스기우라 타카시
- GHC 월드 태그팀웨이트 챔피언 (1회) - 스기우라 타카시
- PWS 월드 루저즈 웨이트 챔피언 (1회)
- UWA 월드 트리오스웨이트 챔피언 (1회) - 노사와 코지 언드 노사와 론가이
- 레슬-원 태그팀웨이트 챔피언 (1회) - 히노 유지